# María Antonia Sánchez Lorenzo
Sánchez  Lorenzo est un nom espagnol. Le premier nom de famille, en général paternel, est Sánchez ; le second, en général maternel, souvent omis, est Lorenzo.
Pour les articles homonymes, voir Martínez et Lorenzo.
Ne pas confondre avec Arantxa Sánchez Vicario, María José Martínez Sánchez, Maria Sanchez, également joueuses de tennis.
María Antonia Sánchez Lorenzo est une joueuse de tennis espagnole née le 7 novembre 1977 à Salamanque. Elle a remporté un titre WTA sur la terre battue de Knokke-Heist en 1999 et neuf titres ITF. C'est à l'âge de 29 ans que l'Espagnole a décidé de mettre un terme à sa carrière. Elle a disputé sa dernière compétition à l'Open d'Espagne où elle s'est inclinée en quart de finale contre sa compatriote Lourdes Domínguez Lino, le 9 décembre 2006.
Cette joueuse a été la première gagnante du Sanex Trophy de Knokke-Heist en 1999, et cette année-là elle a aussi atteint un huitième de finale à l'Open d'Australie, son meilleur résultat en Grand Chelem. Sanchez Lorenzo termine la dernière année de sa carrière à la 142e place mondiale. Son meilleur classement fut la 33e place mondiale en 2004. En 2005 elle se fait connaître à Roland-Garros en battant la tenante du titre Anastasia Myskina dès le premier tour.

## Palmarès

### Titre en simple dames
| No | Date       | Nom et lieu du tournoi     | Catégorie | Dotation  | Surface      | Finaliste        | Score         |          |
| -- | ---------- | -------------------------- | --------- | --------- | ------------ | ---------------- | ------------- | -------- |
| 1  | 02/08/1999 | Sanex Trophy, Knokke-Zoute | Tier IVb  | 112 500 $ | Terre (ext.) | Denisa Chládková | 6-7, 6-4, 6-2 | Parcours |

### Finales en simple dames
| No | Date       | Nom et lieu du tournoi                  | Catégorie | Dotation  | Surface      | Vainqueure      | Score         |          |
| -- | ---------- | --------------------------------------- | --------- | --------- | ------------ | --------------- | ------------- | -------- |
| 1  | 19/05/2003 | Open de España 2012, Madrid             | Tier III  | 170 000 $ | Terre (ext.) | Chanda Rubin    | 6-4, 5-7, 6-4 | Parcours |
| 2  | 23/02/2004 | Copa Colsanitas Seguros Bolivar, Bogota | Tier III  | 170 000 $ | Terre (ext.) | Fabiola Zuluaga | 3-6, 6-4, 6-2 | Parcours |

### Titre en double dames
Aucun

### Finales en double dames
| No | Date       | Nom et lieu du tournoi                | Catégorie | Dotation  | Surface      | Vainqueures                 | Partenaire       | Score    |          |
| -- | ---------- | ------------------------------------- | --------- | --------- | ------------ | --------------------------- | ---------------- | -------- | -------- |
| 1  | 12/07/1999 | Prokom Polish Open Sopot              | Tier III  | 180 000 $ | Terre (ext.) | Laura Montalvo Paola Suárez | Gala León García | 6-4, 6-3 | Parcours |
| 2  | 22/05/2000 | Open de España Villa de Madrid Madrid | Tier III  | 170 000 $ | Terre (ext.) | Lisa Raymond Rennae Stubbs  | Gala León García | 6-1, 6-3 | Parcours |
| 3  | 01/05/2006 | Estoril Open Estoril                  | Tier IV   | 145 000 $ | Terre (ext.) | Li Ting Sun Tiantian        | Gisela Dulko     | 6-2, 6-2 | Parcours |

## Parcours en Grand Chelem

### En simple dames
| Année | Open d'Australie | Open d'Australie    | Internationaux de France | Internationaux de France | Wimbledon       | Wimbledon           | US Open         | US Open           |
| ----- | ---------------- | ------------------- | ------------------------ | ------------------------ | --------------- | ------------------- | --------------- | ----------------- |
| 1996  | 2e tour (1/32)   | M.J. Fernández      | 2e tour (1/32)           | Elena Likhovtseva        | 1er tour (1/64) | Flora Perfetti      | 1er tour (1/64) | Jane Chi          |
| 1997  | 1er tour (1/64)  | Jane Taylor         | -                        | -                        | 2e tour (1/32)  | Karen Cross         | 1er tour (1/64) | Sandrine Testud   |
| 1998  | 1er tour (1/64)  | Ai Sugiyama         | 1er tour (1/64)          | Martina Hingis           | 1er tour (1/64) | Monica Seles        | 1er tour (1/64) | Lisa Raymond      |
| 1999  | 4e tour (1/8)    | Dominique Monami    | 3e tour (1/16)           | Monica Seles             | 3e tour (1/16)  | Jana Novotná        | 2e tour (1/32)  | Nathalie Tauziat  |
| 2000  | 1er tour (1/64)  | Nicole Pratt        | 1er tour (1/64)          | Silvia Farina            | 1er tour (1/64) | Meghann Shaughnessy | 2e tour (1/32)  | Conchita Martínez |
| 2001  | 1er tour (1/64)  | Sandrine Testud     | 1er tour (1/64)          | Tatiana Panova           | -               | -                   | -               | -                 |
| 2002  | -                | -                   | -                        | -                        | 1er tour (1/64) | Tamarine Tanasugarn | -               | -                 |
| 2003  | 1er tour (1/64)  | Vanessa Webb        | 3e tour (1/16)           | Vera Zvonareva           | 1er tour (1/64) | Silvia Farina       | 3e tour (1/16)  | Anastasia Myskina |
| 2004  | 1er tour (1/64)  | Lisa Raymond        | 2e tour (1/32)           | Lindsay Davenport        | 2e tour (1/32)  | Nathalie Dechy      | 1er tour (1/64) | Chanda Rubin      |
| 2005  | 1er tour (1/64)  | Anna Smashnova      | 2e tour (1/32)           | Emmanuelle Gagliardi     | 2e tour (1/32)  | Amélie Mauresmo     | 2e tour (1/32)  | Justine Henin     |
| 2006  | 3e tour (1/16)   | Francesca Schiavone | 1er tour (1/64)          | Tsvetana Pironkova       | 1er tour (1/64) | Elena Vesnina       | 1er tour (1/64) | Li Na             |

À droite du résultat, l’ultime adversaire.

### En double dames
| Année | Open d'Australie             | Open d'Australie        | Internationaux de France    | Internationaux de France  | Wimbledon                    | Wimbledon               | US Open                      | US Open                    |
| ----- | ---------------------------- | ----------------------- | --------------------------- | ------------------------- | ---------------------------- | ----------------------- | ---------------------------- | -------------------------- |
| 2001  | 1er tour (1/32) C. Schneider | Liezel Huber Iva Majoli | -                           | -                         | -                            | -                       | -                            | -                          |
| 2005  | 1er tour (1/32) Anne Kremer  | Maret Ani F. Pennetta   | -                           | -                         | 2e tour (1/16) N. Llagostera | J. Husárová C. Martínez | -                            | -                          |
| 2006  | 2e tour (1/16) L. Domínguez  | Yan Zi Zheng Jie        | 2e tour (1/16) L. Domínguez | Gisela Dulko M. Kirilenko | 2e tour (1/16) L. Domínguez  | M. Camerin T. Garbin    | 1er tour (1/32) L. Domínguez | An. Rodionova Andreea Vanc |

Sous le résultat, la partenaire ; à droite, l’ultime équipe adverse.

### En double mixte
| Année | Open d'Australie | Open d'Australie | Internationaux de France | Internationaux de France | Wimbledon | Wimbledon | US Open | US Open |
| 2004  | -                | -                | 2e tour (1/8) F. López   | Cara Black Wayne Black   | -         | -         | -       | -       |

Sous le résultat, le partenaire ; à droite, l’ultime équipe adverse.

## Parcours aux Jeux olympiques

### En simple dames
| # | Date       | Nom de l'olympiade           | Surface    | Résultat        | Ultime adversaire  | Score         |          |
| - | ---------- | ---------------------------- | ---------- | --------------- | ------------------ | ------------- | -------- |
| 1 | 15/08/2004 | Olympic Tennis Event Athènes | Dur (ext.) | 1er tour (1/32) | Katarina Srebotnik | 6-3, 0-6, 6-4 | Parcours |

## Parcours en Fed Cup
| #                                                                        | Date       | Lieu                 | Surface         | Gagnante(s)                      | Perdante(s)                      | Score          |          |
|                                                                          |            |                      |                 |                                  |                                  |                |          |
| 1995 - 1/2 finale (groupe mondial) - Espagne - Allemagne - 3 : 2         |            |                      |                 |                                  |                                  |                |          |
| 1                                                                        | 22/07/1995 | Santander            | Terre (ext.)    | Anke Huber Claudia Porwik        | Virginia Ruano M. A. Sánchez     | 6-2, 6-2       | Parcours |
|                                                                          |            |                      |                 |                                  |                                  |                |          |
| 1995 - Finale (groupe mondial) - Espagne - États-Unis - 3 : 2            |            |                      |                 |                                  |                                  |                |          |
| 2                                                                        | 25/11/1995 | Valence              | Terre (ext.)    | Lindsay Davenport Gigi Fernández | Virginia Ruano M. A. Sánchez     | 6-3, 7-63      | Parcours |
|                                                                          |            |                      |                 |                                  |                                  |                |          |
| 1996 - 1/4 de finale (groupe mondial) - Espagne - Afrique du Sud - 3 : 2 |            |                      |                 |                                  |                                  |                |          |
| 3                                                                        | 27/04/1996 | Murcie               | Terre (ext.)    | Amanda Coetzer Mariaan de Swardt | Virginia Ruano M. A. Sánchez     | 6-4, 7-66      | Parcours |
|                                                                          |            |                      |                 |                                  |                                  |                |          |
| 1997 - Barrage (groupe mondial I) - Australie - Espagne - 2 : 3          |            |                      |                 |                                  |                                  |                |          |
| 4                                                                        | 12/07/1997 | Hope Island          | Dur (ext.)      | Kerry-Anne Guse Kristine Radford | M. A. Sánchez Cristina Torrens   | 6-2, 6-4       | Parcours |
|                                                                          |            |                      |                 |                                  |                                  |                |          |
| 1999 - 1/4 de finale (groupe mondial) - Italie - Espagne - 3 : 2         |            |                      |                 |                                  |                                  |                |          |
| 5                                                                        | 17/04/1999 | Reggio de Calabre    | Moquette (int.) | Gala León García M. A. Sánchez   | Tathiana Garbin A. Serra Zanetti | 7-5, 6-0       | Parcours |
|                                                                          |            |                      |                 |                                  |                                  |                |          |
| 2003 - 1/4 de finale (groupe mondial) - Espagne - France - 1 : 4         |            |                      |                 |                                  |                                  |                |          |
| 6                                                                        | 19/07/2003 | Oviedo               | Terre (ext.)    | Amélie Mauresmo                  | M. A. Sánchez                    | 6-3, 6-3       | Parcours |
| 6                                                                        | 19/07/2003 | Oviedo               | Terre (ext.)    | Stéphanie Cohen                  | M. A. Sánchez                    | 6-3, 6-4       | Parcours |
|                                                                          |            |                      |                 |                                  |                                  |                |          |
| 2004 - 1/4 de finale (groupe mondial) - Espagne - Belgique - 3 : 2       |            |                      |                 |                                  |                                  |                |          |
| 7                                                                        | 10/07/2004 | Jerez de la Frontera | Terre (ext.)    | M. A. Sánchez                    | Kirsten Flipkens                 | 6-3, 6-4       | Parcours |
|                                                                          |            |                      |                 |                                  |                                  |                |          |
| 2004 - 1/2 finale (groupe mondial) - France - Espagne - 5 : 0            |            |                      |                 |                                  |                                  |                |          |
| 8                                                                        | 24/11/2004 | Moscou               | Moquette (int.) | Nathalie Dechy                   | M. A. Sánchez                    | 6-2, 6-4       | Parcours |
|                                                                          |            |                      |                 |                                  |                                  |                |          |
| 2005 - 1/2 finale (groupe mondial) - France - Espagne - 3 : 1            |            |                      |                 |                                  |                                  |                |          |
| 9                                                                        | 09/07/2005 | Aix-en-Provence      | Dur (ext.)      | Anabel Medina M. A. Sánchez      | Amélie Mauresmo Mary Pierce      | 2-1, ab.       | Parcours |
|                                                                          |            |                      |                 |                                  |                                  |                |          |
| 2006 - 1/4 de finale (groupe mondial) - Espagne - Autriche - 5 : 0       |            |                      |                 |                                  |                                  |                |          |
| 10                                                                       | 22/04/2006 | Valence              | Terre (ext.)    | M. A. Sánchez                    | Tamira Paszek                    | 6-4, 6-75, 7-5 | Parcours |
|                                                                          |            |                      |                 |                                  |                                  |                |          |
| 2006 - 1/2 finale (groupe mondial) - Espagne - Italie - 1 : 3            |            |                      |                 |                                  |                                  |                |          |
| 11                                                                       | 15/07/2006 | Saragosse            | Terre (ext.)    | Romina Oprandi Mara Santangelo   | Virginia Ruano M. A. Sánchez     | Non joué       | Parcours |

## Classements WTA en fin de saison

### En simple
| Année | 1992 | 1993 | 1994 | 1995 | 1996 | 1997 | 1998 | 1999 | 2000 | 2001 | 2002 | 2003 | 2004 | 2005 | 2006 |
| Rang  | 925  | 440  | 131  | 125  | 117  | 53   | 71   | 41   | 99   | 215  | 110  | 42   | 52   | 83   | 137  |

Source : (en) « Classements de María Antonia Sánchez Lorenzo », sur le site officiel du WTA Tour

### En double
| Année | 1993 | 1994 | 1995 | 1996 | 1997 | 1998 | 1999 | 2000 | 2001 | 2002 | 2003 | 2004 | 2005 | 2006 |
| Rang  | 734  | 516  | 400  | 163  | 636  | 191  | 191  | 121  | 795  | -    | -    | -    | 193  | 98   |

Source : (en) « Classements de María Antonia Sánchez Lorenzo », sur le site officiel du WTA Tour